# Erica arborea
Espèce
Synonymes
- Arsace arborea Fourr.[1] [2]
- Erica acrophya Fresen.[1]
- Erica elata Hoffmanns. & Link[1]
- Erica procera Salisb.[1]
- Erica scoparia Thunb.[1]
- Ericoides arboreum (L.) Kuntze[1]

Répartition géographique
Statut de conservation UICN

 LC  : Préoccupation mineure
La Bruyère arborescente, Bruyère blanche ou Bruyère en arbre (Erica arborea) est une grande bruyère poussant sur les sols siliceux du pourtour méditerranéen. Sa souche est utilisée dans la confection des fourneaux de pipes (pipes de bruyère).

## Description

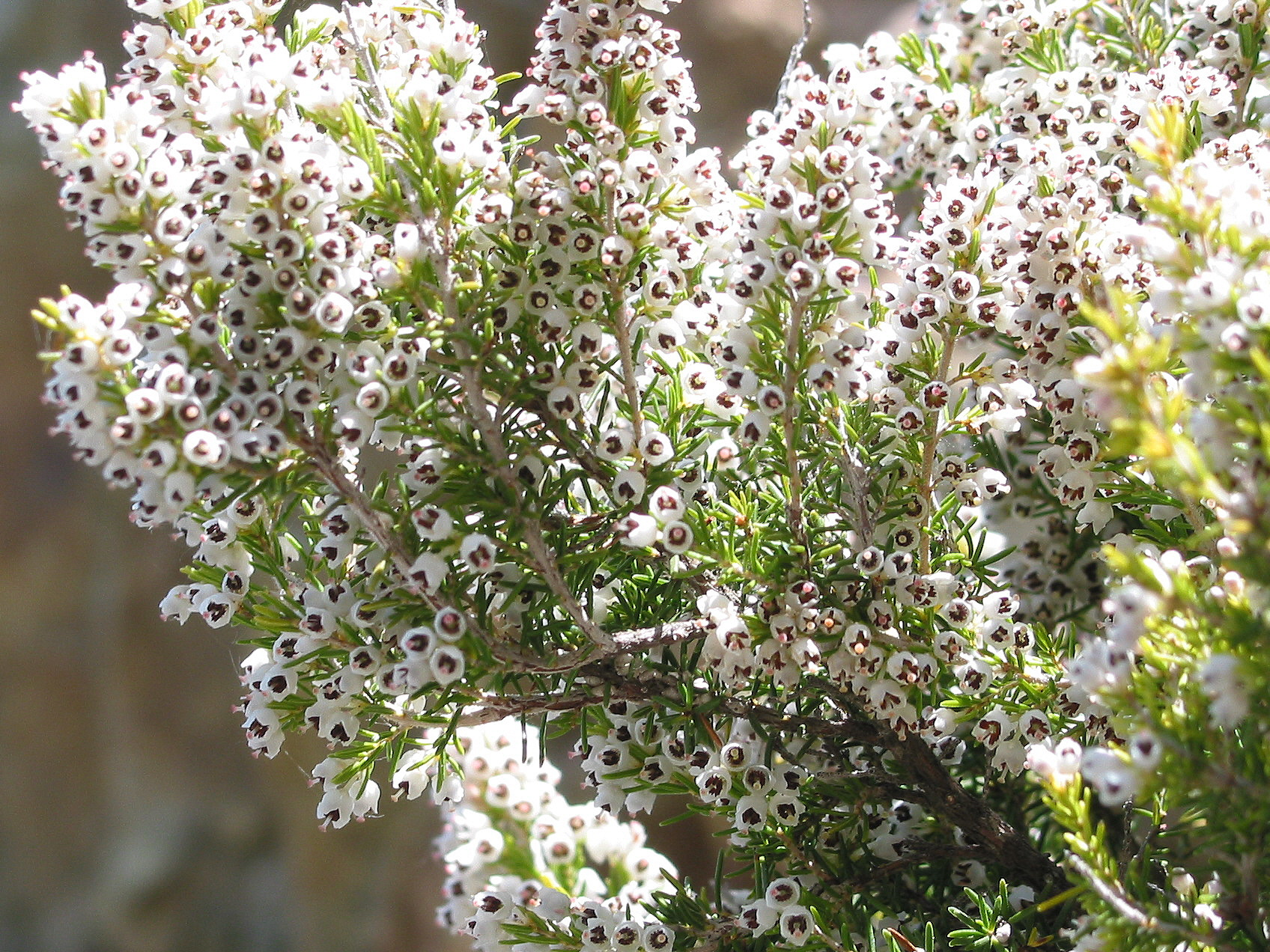
Bruyère arborescente en fleur dans les gorges du Prunelli (Corse).

Cette bruyère est parfois appelée aussi bruyère blanche, en raison de la couleur de ses fleurs, qui poussent en grappes serrées au début du printemps (mars-avril). Ses rameaux sont velus, cotonneux, contrairement à la bruyère à balais (Erica scoparia) avec laquelle elle est parfois confondue. Arbuste plus qu'arbrisseau, la plante atteint couramment deux mètres de haut et jusqu'à quatre mètres en sous-bois. Sa souche présente entre la base de la tige et l'insertion des racines une anomalie appartenant au groupe dit des « broussins ».  Elle présente l'aspect d'un gros bulbe de couleur rouge pesant plus d'un kilogramme, qui peut fournir un excellent bois de chauffage, mais qui est surtout utilisé pour fabriquer des ébauchons de pipes.

## Les ébauchons de pipes
Les pipes sont généralement fabriquées dans des lieux où ne pousse pas la bruyère arborescente, par exemple Saint-Claude, dans le Jura. Plutôt que de transporter directement les souches vers les usines de production, on a souvent préféré installer près des collines où pousse la bruyère de petites usines produisant des ébauchons qui, une fois creusés et façonnés, se transforment en fourneaux de pipes. Dans les Pyrénées-Orientales, une fabrique d'ébauchons a fonctionné à Bouleternère pendant toute la première moitié du XXe siècle, faisant vivre de nombreuses personnes grâce à la bruyère.
La première étape consistait à aller récolter les souches, activité pénible puisque chaque cueilleur ne redescendait au village qu'après avoir recueilli entre 80 et 100 kg de « bulbes » qu'il transportait sur son dos, par des chemins étroits et pentus. À la fabrique, les bulbes étaient arrosés pour éviter qu'ils ne se dessèchent, puis nettoyés soigneusement un à un. Ils étaient ensuite sciés à la scie circulaire, chaque bulbe ne produisant que deux ou trois ébauchons. Ces derniers étaient ensuite mis à bouillir pendant de longues heures, afin de « tuer » la sève et d'éviter que le bois se fende. Une fois triés selon leur forme (pipes courbées ou droites), les ébauchons étaient ensuite acheminés soit vers Saint-Claude, soit vers Lunel ou Cogolin, parfois beaucoup plus loin (États-Unis et Afrique du Sud, notamment).
On produit encore des ébauchons de pipes en Corse et au Maghreb.